# Oddział II Informacyjno-Wywiadowczy
Oddział II (informacyjno-wywiadowczy) Komendy Głównej SZP/ZWZ/AK zajmował się wywiadem, kontrwywiadem, sprawami bezpieczeństwa, legalizacją i łącznością polskiego ruchu oporu (od września do listopada 1939 roku – Służby Zwycięstwa Polski, 1939–1942 – Związku Walki Zbrojnej, ostatecznie do 1942–1945 – Armii Krajowej).

## Działalność
Oddział II Komendy Głównej SZP/ZWZ/AK dysponował siatkami agentów, które rozpracowywały zarówno front wschodni, jak i okupowane ziemie polskie oraz terytorium III Rzeszy. Wywiad ZWZ dostarczył Brytyjczykom szczegóły niemieckich przygotowań do ataku na Związek Radziecki (Plan Barbarossa). Informacje te przedstawiono przywódcy ZSRR, Józefowi Stalinowi, lecz ten – podobnie jak informacje własnego wywiadu zlekceważył.
Jednym z większych sukcesów wywiadu AK było dotarcie w 1943 roku do niemieckiego ośrodka rakietowego w Peenemünde i przesłanie na ten temat raportów do Londynu. Równie ważne było rozpoznanie prac budowlanych na poligonie Pustków-Blizna, związanych z podjęciem prób z pociskiem V-2. 20 maja 1944 roku wywiad AK zdobył elementy tego pocisku, który rozbił się w pobliżu Sarnak. Niewybuch pocisku V-2 wraz z ekspertami, przesłano drogą powietrzną do Londynu (operacja „Most III”) .

## Struktura organizacyjna
Oddział II A (wywiad ofensywny)
- Wydział Wywiadu Ofensywnego „Stragan”
  - Referat Zachód „WW-72”
  - Referat Wschód „Pralnia”
  - Referat Generalna Gubernia „Arkadiusz”
  - Wydział Techniki i Legalizacji „Agaton”

Oddział II B (kontrwywiad)
- Referat 991 – Aparat szefa wydziału
- Referat 992 –
- Referat 993[1]
  - 993 I – centralna sieć informacyjna oparta na zespole TAP (Tajna Armia Polska) zajmująca się katalogowaniem osób współpracujących z okupantem oraz kolaborantów nazistowskich.
  - 993 E
  - 993/W – „Wykonawczy" zajmujący się wykonywaniem wyroków śmierci na konfidentach i zdrajcach. Kryptonim „Wapiennik” był natomiast nazwą oddziału bojowego działającego przy referacie. tzw. „wapiennik”, zajmujący się planowaniem i wykonywaniem wyroków na zdrajcach i konfidentach.
- Referat 994-Sonda (994-CS) – mjr Stanisław Sławiński ps. „Gustaw”, „Litwin”[2]
- Referat 995
- Referat 996
- Referat 997 – zajmujący się działalnością obcych wywiadów
- Referat 998 – zajmujący się łącznością
- komórka 999 „Korweta” – zajmujący się działalnością komunistów w okupowanej Polsce.

pomorska ekspozytura II Komendy AK – „Bałtyk” 
- - „Bałtyk 301” kier. „Kolski” (Edmund Czarnowski),
  - „Bałtyk 302” kier. „Apoli” (Apolinary Łagiewski)
  - „Bałtyk 303” kier. „Sęk”, „Tragarz” (Augustyn Träger)[3]

## Szefowie Oddziału II Komendy Głównej SZP/ZWZ/AK
- ppłk dypl. Wacław Berka („Brodowicz”) – październik 1939-wiosna 1942
- ppłk dypl. Marian Drobik („Dzięcioł”) – wiosna 1942-grudzień 1943
- p.o. ppłk dypl. Franciszek Kwiryn Herman („Nowak”) – grudzień 1943-styczeń 1944
- płk dypl. Kazimierz Iranek-Osmecki („Makary”) – styczeń 1944-październik 1944
- ppłk dypl. Bohdan Zieliński („Tytus”) – październik 1944-styczeń 1945

## Obsada personalna Oddziału w lipcu 1944 roku
- Wydział Wywiadowczy – ppłk dypl. Franciszek Herman „Bogusławski”
- Biuro Studiów – mjr dypl. Bohdan Zieliński „Tytus”
- Komisja Badawcza broni rakietowych – inż. Stefan Waciurski „Funia”
- Referat Ruchu Kolejowego – ppłk Leon Cehak „Drwęcki”
- Wywiad Obronny (kontrwywiad) – Bernard Zakrzewski „Oskar”